# 齐灵塔尔
齐灵塔尔是奥地利布尔根兰州艾森斯塔特城郊县的一个市镇。总面积13.12平方公里，总人口850人，人口密度64.8人/平方公里（2001年）。